# Mikael Ymer
Mikael Ymer (Skövde, 9 de septiembre de 1998) es un ex tenista profesional sueco, con ascendencia etíope. Es hermano del también tenista Elias Ymer.
El 17 de julio de 2023, el TAS anunció que Ymer será suspendido durante 18 meses después de haber faltado a tres intentos de control de dopaje fuera de competición en un período de 12 meses. Ymer dijo que era inocente y lanzó un recurso de apelación. La suspensión fue confirmada en apelación, y el TAS también hizo público que Mikael había declarado que se había saltado una prueba de drogas debido a que había dormido hasta tarde después de permanecer despierto toda la noche para cuidar a su hermano menor, a quien Mikael afirmó que estaba enfermo. El TAS informó que el hermano menor estaba en un torneo de tenis juvenil en Finlandia en ese momento, por lo que la versión de Mikael de los hechos no podía ser cierta. 
Después de que se confirmó la suspensión, Ymer anunció su retiro del tenis profesional el 25 de agosto de 2023.

## Carrera
Su mejor ranking individual es el n.º 310 alcanzado el 7 de agosto de 2017, mientras que en dobles logró la posición n.º 187 el 16 de octubre de 2017.
No ha logrado hasta el momento títulos de la categoría ATP 1 título ATP Challenger Tour.
Con 18 años, Mikael Ymer recibió un Wildcard para disputar el ATP 250 de Estocolmo, a desarrollarse entre el 15 y el 23 de octubre de 2016. El juvenil dio que hablar ya que en el debut venció al español Fernando Verdasco por un contundente 6-2 y 6-1. En la ronda siguiente cayó dejando grandes sensaciones ante Ivo Karlović por 4-6 6-4 y 6-4 siendo el número 549 del ranking ATP. En el dobles, junto a su hermano Elias Ymer, alcanzaron la semifinal tras ganar sus primeros dos partidos.

## Títulos ATP (1; 0+1)

### Individual (0)
| Leyenda                         |
| Grand Slam (0)                  |
| ATP World Tour Finals (0)       |
| Next Gen ATP Finals (0)         |
| ATP World Tour Masters 1000 (0) |
| ATP World Tour 500 (0)          |
| ATP World Tour 250 (0)          |

#### Finalista (1)
| N.º | Fecha                | Torneo        | Superficie | Oponente en la final | Resultado |
| --- | -------------------- | ------------- | ---------- | -------------------- | --------- |
| 1.  | 28 de agosto de 2021 | Winston-Salem | Dura       | Ilya Ivashka         | 0-6, 2-6  |

### Dobles (1)
| Leyenda                         |
| Grand Slam (0)                  |
| ATP Wourld Tour Finals (0)      |
| ATP Masters 1000 World Tour (0) |
| ATP World Tour 500 series (0)   |
| ATP World Tour 250 series (1)   |

| N.º | Fecha                 | Torneos   | Superficie | Pareja     | Oponentes en la final    | Resultado |
| --- | --------------------- | --------- | ---------- | ---------- | ------------------------ | --------- |
| 1.  | 23 de octubre de 2016 | Estocolmo | Dura (i)   | Elias Ymer | Mate Pavić Michael Venus | 6-1, 6-1  |

## Títulos ATP Challenger (4; 4+0)

### Individual (4)
| N.° | Fecha      | Torneo                             | Superficie    | Oponente en la final | Resultado     |
| --- | ---------- | ---------------------------------- | ------------- | -------------------- | ------------- |
| 1.  | 06.01.2019 | Challenger de Numea                | Dura          | Noah Rubin           | 6-3, 6-3      |
| 2.  | 28.07.2019 | Challenger de Tampere              | Tierra batida | Tallon Griekspoor    | 6-3, 5-7, 6-3 |
| 3.  | 29.09.2019 | Challenger de Orléans              | Dura (i)      | Gregoire Barrere     | 6-3, 7-5      |
| 4.  | 13.10.2019 | Challenger de Mouilleron-le-Captif | Dura (i)      | Mathias Bourgue      | 6-1, 6-4      |